# Cent trenta-nou
El nombre 139 (CXXXIX) és el nombre natural que segueix el nombre 138 i precedeix el nombre 140. La seva representació binària és 10001011, la representació octal 213 i l'hexadecimal 8B.
És un nombre primer; altres factoritzacions són 1×139. Es pot representar com a la suma de cinc nombres primers consecutius: 19 + 23 + 29 + 31 + 37 = 139.